# Port Wakefield
Port Wakefield är en ort i Australien. Den ligger i kommunen Wakefield och delstaten South Australia, omkring 93 kilometer nordväst om delstatshuvudstaden Adelaide. Antalet invånare är 476.
Trakten är glest befolkad. Port Wakefield är det största samhället i trakten.
Genomsnittlig årsnederbörd är 576 millimeter. Den regnigaste månaden är juni, med i genomsnitt 90 mm nederbörd, och den torraste är december, med 12 mm nederbörd.